# Synchroa elongatula
Synchroa elongatula – gatunek chrząszcza z rodziny Synchroidae.
Gatunek opisany przez Nikołaja Nikickiego w 1999 roku.
Chrząszcz ten ma przedplecze o bokach wyraźnie obrzeżonych w tylnej części. Ubarwienie głaszczków szczękowych, czułków i odnóży wyraźnie przyciemnione. Jego przednie biodra są wyraźnie rozdzielone wyrostkiem przedpiersia, a pazurki niepiłkowane. Pokrywy ma trzy lub więcej razy dłuższe niż szersze i ku tyłowi silniej niż u S. melanotoides zwężone. Nasada jego prącia jest węższa niż u Synchroa formosana.
Chrząszcz znany tylko z Wietnamu.